# 黑项链蟹守螺
黑项链蟹守螺（学名：Clypeomorus humilis），是中腹足目蟹守螺科Clypeomorus属的一种。主要分布于中国大陆、台湾，常栖息在潮间带岩礁中。